# Umbrailpasset
Umbrailpasset er et bjergpas over Ortlermassivet mellem dalene Val Müstair (Graubünden, Schweiz) og Valtellina (Lombardiet, Italien). Det er med 2.501 m.o.h. Schweiz' højeste vejpas, og har navn efter det nærliggende bjerg Piz Umbrail, der er 3.033 moh.
Det højeste vejpas i Alperner er Col de l'Iseran. Bjergpasset går fra byerne Santa Maria Val Mustair i Schweiz til Bormio i itailen.
I middelalderen blev passet brugt som fragtvej for korn og vin nordover og salt (fra saltgruberne i Hall in Tirol) sydover. Vejen blev anlagt i 1901 og er stadig i brug. På sydsiden munder den efter kun 200 meter ud i sydvestopkørslen til Stelviopasset. Vejen er helt asfalteret siden 2015. Den sidste del var en 1,5 km strækning på den schweiziske side mellem højderne 1.883 m.o.h. og 2.012 m.o.h.

## Galleri
- Angivelse af højde, da højden blev målt til 2.503 m.o.h.

## Historie
I 1901 blev en vej finansieret af den schweiziske regering og kantonen bygget fra byen Santa Maria for at få adgang til Stilfserjoch-vejen, som blev bygget 75 år tidligere. Den nye vej blev oprindeligt brugt af hestevogne og postbusser. Omkring 1925 begyndte de første motoriserede køretøjer at bruge passet. Ruten er stadig som oprindeligt anlagt.